# Yostos
Yostos (äthiop. ዮስቶስ, auch Yostos Delba Iyassu,Justus, Thronname Tsehay Sagad ፀሓይ ሰገድ, „vor dem sich die Sonne beugt“) (* vermutlich vor 1690; † 19. Februar 1716 in Gondar), war einer der höchsten äthiopischen Würdenträger und von 1711 bis 1716 Negus Negest (Kaiser) von Äthiopien.
Die Überlieferungen über seine Regentschaft sind eher spärlich. Er entstammte vermutlich nicht der damals regierenden Salomonischen Dynastie. Er bekleidete unter den Kaisern Tekle Haymanot I. und Tewoflos die Würde des Bejirond. Nach dem Tod von Tekle Haymanot I. unterstützte er den Thronanspruch von dessen Onkel Tewoflos und wurde nach dessen Thronbesteigung in den Rang eines Ras erhoben und mit der Verwaltung der Provinzen Semien und Tigre betraut. Infolge fortwährender Unruhen und Intrigen, geschürt von den verschiedenen Glaubensrichtungen am Hof, wurde Ras Yostos jedoch später seiner Ämter enthoben und gefangen genommen. Nach dem plötzlichen Tod des Kaisers Tewoflos kam Ras Yostos wieder frei und wurde am 14. Oktober 1711 als neuer Kaiser inthronisiert, da sich der äthiopische Hochadel und die hohe Geistlichkeit nicht auf einen der Söhne des Kaisers Iyasu I., David und Bakaffa, einigen konnten.
Während seiner Regentschaft gelang es Yostos nicht, die Auseinandersetzungen und Kämpfe der Parteien der Thronanwärter zu beenden. Im Dezember 1715 wurde auf Kaiser Yostos ein Giftanschlag verübt, der zur Folge hatte, dass der Kaiser ab diesem Zeitpunkt gelähmt war. Er zog sich fast vollständig aus dem öffentlichen Leben zurück und versuchte seinen Sohn Fasiledes als Thronerben einzusetzen. Am 19. Februar 1716 starb Yostos schließlich. Angeblich soll David, der Sohn von Kaiser Iyassus I., den schwerkranken Yostos erwürgt haben, um selbst als David III. den äthiopischen Kaiserthron zu besteigen.
Yostos hat während seiner Regentschaft mehrere Kirchen, unter anderem in Gondar erbauen lassen. Er war verheiratet und hatte einen Sohn.
| Vorgänger | Amt                            | Nachfolger |
| --------- | ------------------------------ | ---------- |
| Tewoflos  | Kaiser von Äthiopien 1711–1716 | David III. |

| Personendaten    | Personendaten                             |
| ---------------- | ----------------------------------------- |
| NAME             | Yostos                                    |
| ALTERNATIVNAMEN  | Yostos Delba Iyassu; Justus; Tsehay Sagad |
| KURZBESCHREIBUNG | Kaiser von Äthiopien                      |
| GEBURTSDATUM     | vor 1690                                  |
| STERBEDATUM      | 19. Februar 1716                          |
| STERBEORT        | Gondar                                    |